# NÖLB 202
A  NÖLB 202 egy szertartályosgőzmozdony-sorozat volt a Niederösterreichische Landesbahnen (NÖLB)-nél.	
Ezek a gépek mellékvonali használatra készült szertartályos mozdonyok voltak. A NÖLB vásárolta őket, mint 202 sorozatú gépek az 1909-ben megnyitott Lokalbahn Retz–Drosendorf vasútvonalára. Túlhevítősként javulást jelentettek az előd 102 sorozathoz képest, de az elvárásoknak nem feleltek meg, ezért a NÖLB továbbra is a 102 sorozatú mozdonyok beszerzése mellett döntött.
A három mozdonyt a BBÖ, amikor birtokába került, átszámozta 399.01-03 pályaszámúakra, majd a Deutsche Reichsbahn 98.1401-1403-ra.
Az ÖBB-hez 1953-ban már csak két mozdony került (ekkor mint 191.02-03 pályaszámú) és 1960 július 8-án mindkettőt selejtezték.

## Fordítás
- Ez a szócikk részben vagy egészben  a   NÖLB 202 című német Wikipédia-szócikk fordításán alapul.  Az eredeti cikk szerkesztőit annak laptörténete sorolja fel. Ez a jelzés csupán a megfogalmazás eredetét és a szerzői jogokat jelzi, nem szolgál a cikkben szereplő információk forrásmegjelöléseként. - Az eredeti szócikk forrásai szintén ott találhatóak.